# Konoe Iemichi
Konoe Iemichi (近衛家通, [このえ いえみち] Erro: {{japonês}}: texto da transliteração contém caractere não latino (pos 1) (ajuda), 1204 - 1224), foi um nobre do início do período Kamakura da História do Japão membro do ramo Konoe dos Fujiwara.

## Vida e carreira
Iemichi foi o filho mais velho de Sesshō (regente) Iezane.
Em 9 de abril de 1214, durante o reinado do Imperador Juntoku (1210 a 1221), ocorreu o seu Genpuku (rito de passagem), passando a ser Shō-go-i (正五位上 , oficial de quinto escalão senior) e designado servir como Uchūjō (Comandante da Ala direita) do Konoefu (Guarda do Palácio). Em 1215 foi nomeado Shō-san-mi (正三位, Ministro de terceiro escalão) ocupando o cargo de governador da Província de Mimasaka.
Em 1218 Iemichi foi nomeado Sho ni i (正二位, Ministro de segundo escalão) ocupando o cargo de Naidaijin, no ano seguinte assume o posto de  Shō-ichi-i (正一位, Ministro de primeiro escalão) e o cargo de Udaijin. Permaneceu neste posto até sua repentina morte em 25 de setembro de 1224. Com sua morte prematura a sucessão do Clã será assumida em 1243 por seu irmão Kanetsune.
Não foi casado e nem teve filhos.